# Chè xôi nước
Chè trôi nước é uma sobremesa da culinária do Vietname. Consiste em bolas feitas de pasta de feijão-da-China, envolvida em arroz glutinoso. Estas bolas são servidas num líquido doce e espesso, de cor clara ou acastanhada, feito com água, açúcar e gengibre. É normalmente aquecido antes de ser consumido e guarnecido com sementes de sésamo.